# Rheocyclops
Rheocyclops – rodzaj widłonogów z rodziny Cyclopidae.

## Systematyka
Rodzaj ten wprowadzili Janet W. Reid i David L. Strayer w artykule opublikowanym w 1999 roku przez zespół biologów w składzie: Janet W. Reid, David L. Strayer, J. Vaun McArthur, Suzanne E. Stibbe i Julian J. Lewis. Na gatunek typowy wyznaczono Diacyclops virginianus Reid, 1993. Autorzy opisali też 4 nowe gatunki należące do tego rodzaju, tak więc w sumie zaliczyli doń 5 gatunków.

### Podział systematyczny
Do rodzaju należą następujące gatunki:
- Rheocyclops carolinianus Reid (in Reid, Strayer, McArthur, Stibbe & Lewis), 1999
- Rheocyclops hatchiensis Reid & Strayer (in Reid, Strayer, McArthur, Stibbe & Lewis), 1999
- Rheocyclops indiana Reid (in Reid, Strayer, McArthur, Stibbe & Lewis), 1999
- Rheocyclops talladega Reid & Strayer (in Reid, Strayer, McArthur, Stibbe & Lewis), 1999
- Rheocyclops virginianus (Reid, 1993)